# Кечушево
Кечушево (эрз. Кеченьбуе, Кеченьбие) — село, центр сельской администрации в Ардатовском районе Мордовии.

## Название
Кечушево образовано от слов Кечуш, Кечай — от эрз. «кече» ковш; быть может, щедрый, разносящий ковшом напиток или делающий ковши.

## География
Расположено в 19 км от районного центра и 5 км от железнодорожной станции Бобоедово.

## История
Впервые упоминается в генеральных переписях мордвы Алатырского уезда в 1-й половине 17 в.
По статистическим данным 1913 г., в 285 дворах проживали 2 035 чел.; имелась школа (1871).
В 1929 г. образован колхоз «Виде ки» («Верный путь»), с 1938 г. — «Родина», с 1997 г. — СХПК.

## Население
| 1859 | 1913  | 2001 | 2002 | 2010 |
| ---- | ----- | ---- | ---- | ---- |
| 1268 | ↗2035 | ↘750 | ↘704 | ↘566 |

Население 750 чел. (2001), в основном мордва-эрзя.

## Русская православная церковь
В 1858 г. на средства прихожан построена церковь во имя святого Косьмы и Дамиана. Однопрестольная, деревянная, на каменном фундаменте; крыта железом, с деревянной колокольней. Владела 34 десятинами земли.
На средства прихожан были построены дома для священника и псаломщика. В приходе имелась земская школа.
Исповедные росписи, находившиеся в церкви с 1860 г., не сохранились; копии метрических книг (с 1860 г.) дошли до наших дней.

## Инфраструктура

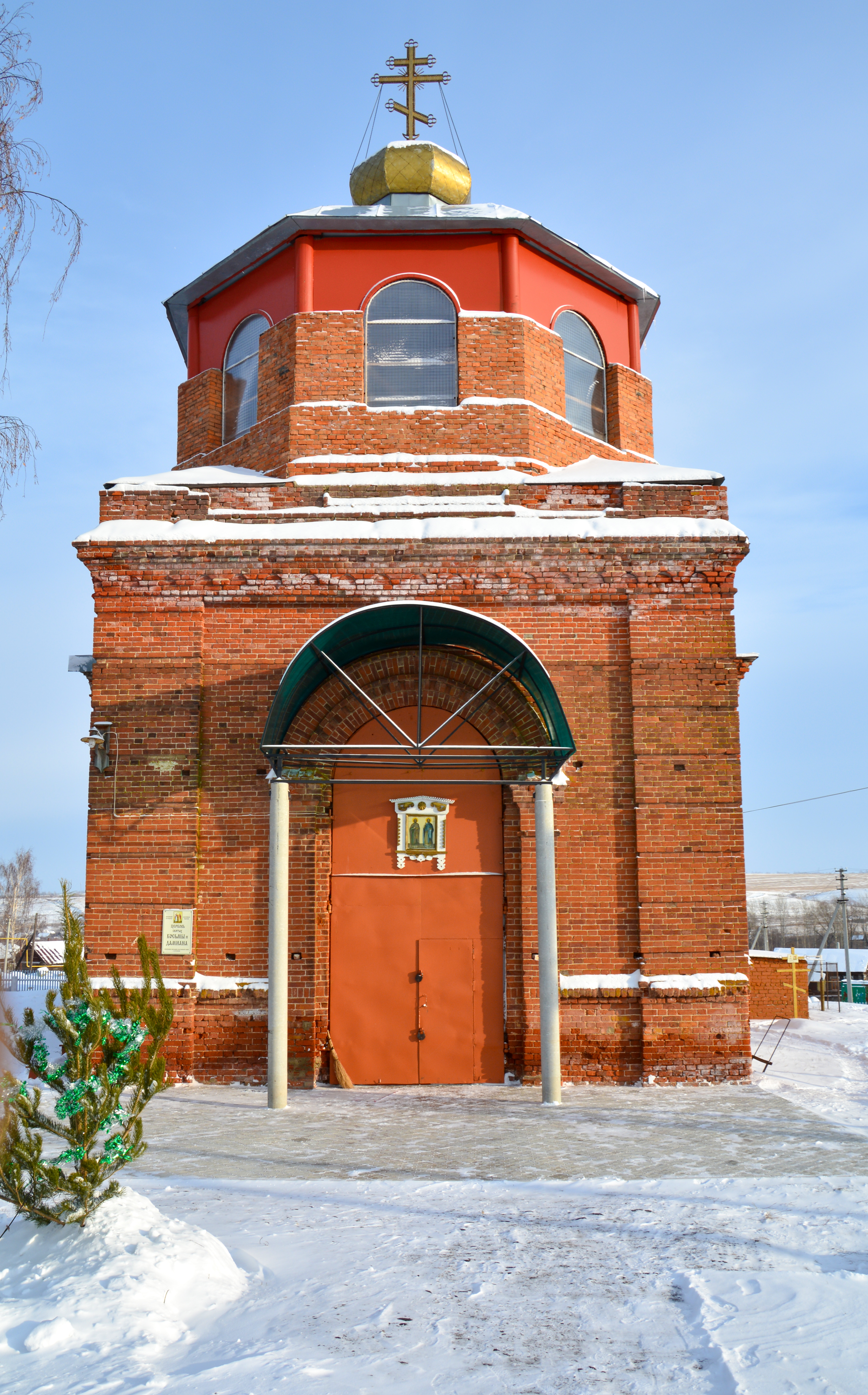

В современном селе — средняя школа, Дом культуры, библиотека, магазин, медпункт.

## Люди, связанные с селом
- Тремасов, Николай Фёдорович (1923—1995) — Герой Социалистического Труда.
- Миронов, Тихон Петрович (1901—1938) — эрзянский учёный-языковед.

## Источник
- Энциклопедия Мордовия, Л. А. Богданович, С. Г. Девяткин, Д. Е. Столяров.

## Примечания

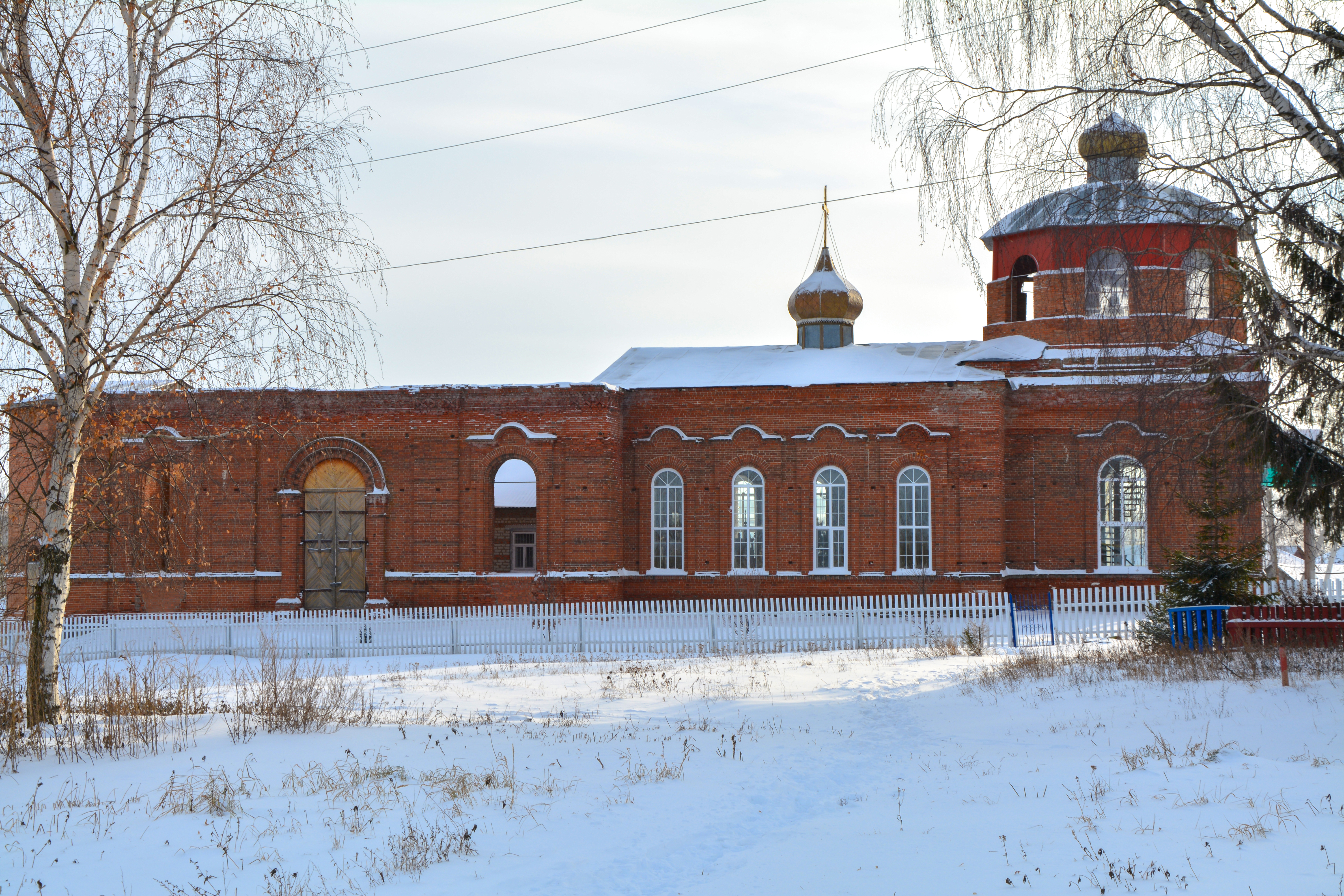

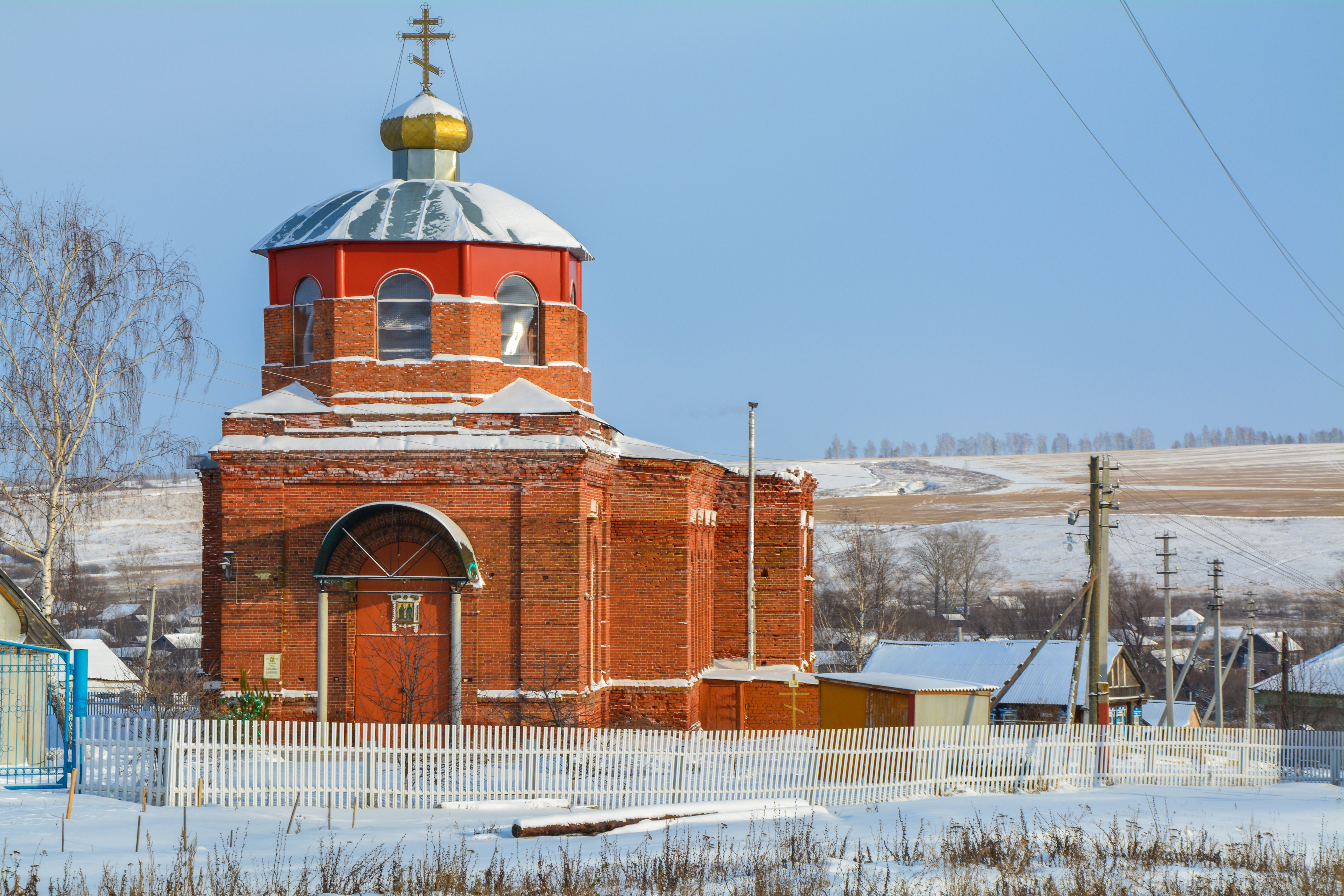